# Tansley
Tansley är en civil parish i Storbritannien.  Den ligger i distriktet Derbyshire Dales i grevskapet Derbyshire i England, i den södra delen av landet, 200 km nordväst om huvudstaden London. Orten har 1 197 invånare (2011). Byn nämndes i Domedagsboken (Domesday Book) år 1086, och kallades då Taneslege/Teneslege.